# Coulon (Deux-Sèvres)
Pour les articles homonymes, voir Coulon.
Coulon est une commune du Centre-Ouest de la France située dans le département des Deux-Sèvres, en région Nouvelle-Aquitaine. C'est un haut lieu touristique du Marais poitevin, la capitale de la « Venise verte », c'est-à-dire sa partie orientale également connue sous le nom de « marais mouillé », par opposition au « marais desséché ».

## Géographie

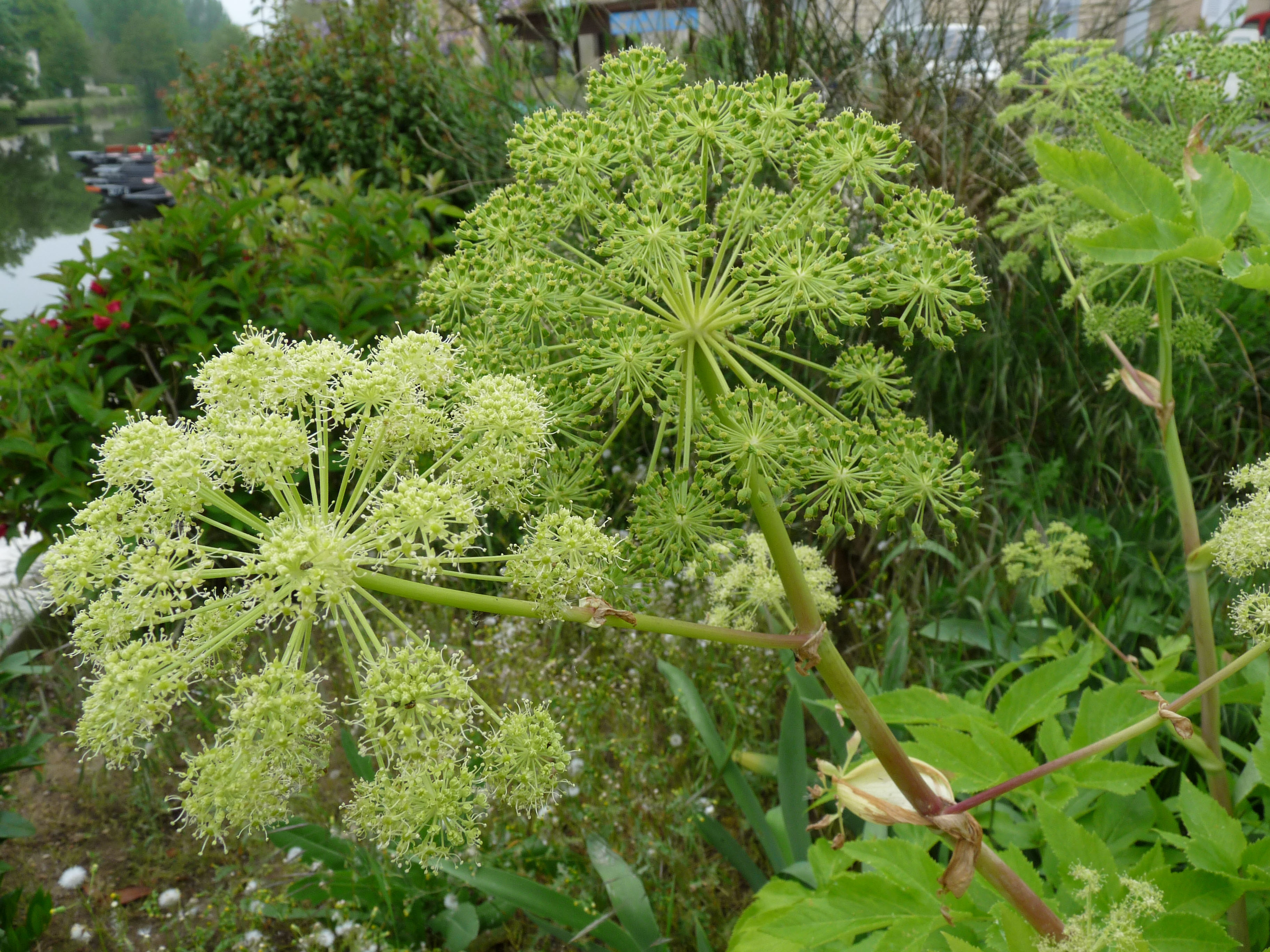
L'angélique est à la base de confiseries et pâtisseries régionales.

Au cœur du « marais mouillé », arrosée par la Sèvre niortaise, entourée de conches et de rigoles – plus larges – ainsi que de terres inondables plusieurs mois par an, la localité en partage la flore (peupliers, frênes, iris sauvages, angéliques) et la faune (vaches, moutons, ragondins, etc.).
Coulon est une commune de la communauté d'agglomération du Niortais.
Les marais de la commune de Coulon, situés entre le Canal du Grand Coin et la rive droite de la Sèvre Niortaise, sont très peu utilisés par les barques des touristes : les embarcadères proposant des tours en barque depuis le centre bourg naviguent dans les conches et rigoles des marais de Magné et Sansais.
Coulon fait partie de l’agglomération de Niort, et touche la commune de Magné.

### Localisation
Les communes limitrophes de Coulon sont

en Vendée :
- - Benet

et dans les Deux-Sèvres :
- - Magné
  - Niort
  - Saint-Rémy
  - Sansais et
  - Le Vanneau-Irleau

### Climat
Pour des articles plus généraux, voir Climat de la Nouvelle-Aquitaine et Climat des Deux-Sèvres.
Historiquement, la commune est exposée à un climat océanique du nord-ouest.  
En 2020, Météo-France publie une typologie des climats de la France métropolitaine dans laquelle la commune est exposée à un climat océanique et est dans la région climatique Poitou-Charentes, caractérisée par un bon ensoleillement, particulièrement en été et des vents modérés.
Pour la période 1971-2000, la température annuelle moyenne est de 12,2 °C, avec une amplitude thermique annuelle de 14,4 °C. Le cumul annuel moyen de précipitations est de 829 mm, avec 12,3 jours de précipitations en janvier et 6,9 jours en juillet. Pour la période 1991-2020, la température moyenne annuelle observée sur la station météorologique la plus proche, située sur la commune de Niort à 9 km à vol d'oiseau, est de 12,8 °C et le cumul annuel moyen de précipitations est de 846,6 mm,. Pour l'avenir, les paramètres climatiques de la commune estimés pour 2050 selon différents scénarios d’émission de gaz à effet de serre sont consultables sur un site dédié publié par Météo-France en novembre 2022.

## Urbanisme

### Typologie
Au 1er janvier 2024, Coulon est catégorisée bourg rural, selon la nouvelle grille communale de densité à sept niveaux définie par l'Insee en 2022.
Elle appartient à l'unité urbaine de Coulon, une unité urbaine monocommunale constituant une ville isolée,. Par ailleurs la commune fait partie de l'aire d'attraction de Niort, dont elle est une commune de la couronne,. Cette aire, qui regroupe 91 communes, est catégorisée dans les aires de 50 000 à moins de 200 000 habitants,.

## Toponymie
Le nom de la localité est attesté sous les formes Colunus en 869, Colonna en 989, Colongia en 944, Colums en 1154, Coluns en 1156.

## Histoire

### Âge du bronze et Âge du fer
Les recherches archéologiques témoignent de l'ancienneté du peuplement avant l'occupation romaine. Elles ont notamment permis de découvrir, successivement :
- deux pirogues celtiques (au lieu-dit Gué de la Grange en 1868[14]) ;
- un crochet à viande (au lieu-dit Thorigné en 1880[15]) ;
- un important village néolithique (au lieu-dit Coteau de Montigné fouillé par Jean Pierre Pautreau en 1978-1980[16]) ;
- un char funéraire datant de l'âge du bronze (découvert lors d'un nettoyage d'un fossé en 1984, des fouilles en 1985 ont permis de situer l'abattage d'arbres entre 1036 et 1000 avant J.-C[17]).

### Période romaine
Une voie romaine, allant de Saintes à Angers, coupait la Sèvre Niortaise au Gué de la Grange à 1 km environ du bourg actuel, d'où le nom de la RD 123 « Route de Gué Romain ».
On ne sait pas si un pont a été construit, mais lors des fouilles de 1868, on trouvait 2 pilotis distants de 50 m (un moulin ou une sorte d'écluse ?[style à revoir]).
Archéologie :
- un cimetière, des sarcophages gallo-romains et quatre petits bronzes de Constantin (au lieu-dit Gué de la Grange en 1883[14]) ;
- une ferme gallo-romaine (au lieu-dit les Grands Champs, fouilles réalisées par l'INRAP fin 2011[21]).

### Moyen-Âge et Renaissance
On retrouve à Sainte-Maigrine un pilier qui proviendrait d'une ancienne chapelle, détruite vers la Révolution française. Deux autres chapelles existaient à Nozière et Sainte Catherine. L'église de la Sainte Trinité située dans le bourg de Coulon a été fondée vers 830, puis reconstruite au XIe siècle en style roman.
Archéologie :
- des sarcophages mérovingiens (au sud de l'église en 1969[14]).

Plusieurs batailles et invasions ont eu lieu :
- vers 730 : bataille de Benet avec un camp retranché sur la butte de Champ Moireau (Camp des Maures)[23] ;
- vers 843 : invasions normandes[24] ;
- vers 1242 : bataille de Saint Louis contre les Barons poitevins[25].

Puis les guerres de Religion : de nombreux protestants se sont cachés dans les roselières du Marais.

### Aménagement du Marais mouillé
Les premiers aménagements du Marais mouillé de Coulon ont commencé avec Napoléon Ier qui prend en 1808 un décret d'aménagement de la Sèvre Niortaise : elle a été redressée au niveau du bourg. Puis avec Louis-Philippe Ier qui ordonne de creuser de nombreux canaux dans le Marais mouillé dont l'ouverture de la rigole de la rive droite, dont la section du Mazeau à la Sèvre Niortaise, au-dessous de Coulon, a été achevée en 1859.

## Politique et administration
Un arrêté préfectoral du 26 février 1973 effectif au 1er mars 1973 associa Sansais à la commune de Coulon qui prit alors le nom de Coulon-Sansais mais un arrêté préfectoral du 1er décembre 1980 effectif le 1er janvier 1981 défit cette association et chacune des deux communes reprit son administration et son nom.

### Politique environnementale
Dans son palmarès 2024, le Conseil national de villes et villages fleuris de France a attribué deux fleurs à la commune.

## Démographie
À partir du XXIe siècle, les recensements réels des communes de moins de 10 000 habitants ont lieu tous les cinq ans. Pour Coulon, cela correspond à 2004, 2009, 2014, etc. Les autres dates de « recensements » (2006, etc.) sont des estimations légales.
| 1793  | 1800 | 1806  | 1821  | 1831  | 1836  | 1841  | 1846  | 1851  |
| ----- | ---- | ----- | ----- | ----- | ----- | ----- | ----- | ----- |
| 1 392 | 875  | 1 418 | 1 507 | 1 480 | 1 601 | 1 652 | 1 731 | 1 755 |

| 1856  | 1861  | 1866  | 1872  | 1876  | 1881  | 1886  | 1891  | 1896  |
| ----- | ----- | ----- | ----- | ----- | ----- | ----- | ----- | ----- |
| 1 814 | 1 775 | 1 810 | 1 752 | 1 740 | 1 777 | 1 749 | 1 785 | 1 753 |

| 1901  | 1906  | 1911  | 1921  | 1926  | 1931  | 1936  | 1946  | 1954  |
| ----- | ----- | ----- | ----- | ----- | ----- | ----- | ----- | ----- |
| 1 648 | 1 642 | 1 583 | 1 406 | 1 444 | 1 471 | 1 470 | 1 456 | 1 403 |

| 1962  | 1968  | 1975  | 1982  | 1990  | 1999  | 2004  | 2006  | 2009  |
| ----- | ----- | ----- | ----- | ----- | ----- | ----- | ----- | ----- |
| 1 408 | 1 461 | 1 975 | 1 660 | 1 870 | 2 074 | 2 180 | 2 215 | 2 211 |

| 2014  | 2019  | 2022  | - | - | - | - | - | - |
| ----- | ----- | ----- | - | - | - | - | - | - |
| 2 250 | 2 260 | 2 275 | - | - | - | - | - | - |

## Économie

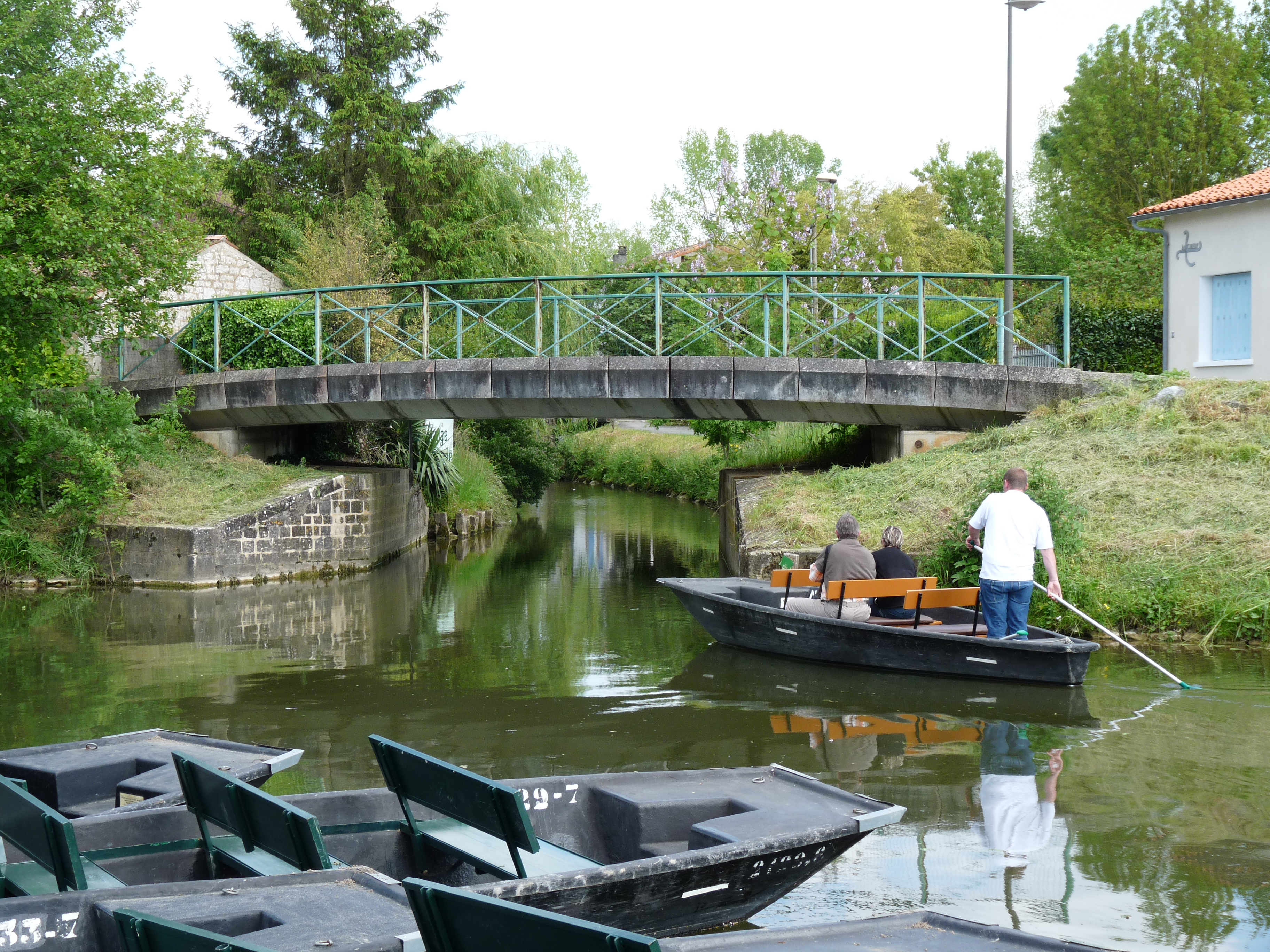
Promenade en barque au départ de Coulon.

Coulon a longtemps vécu avant tout de l'élevage et d'une agriculture à cycle court. Aujourd'hui la localité s'appuie principalement sur le tourisme, comme en témoignent hôtels, restaurants et chambres d'hôtes qui accueillent plusieurs mois par an un grand nombre de visiteurs, seuls ou en groupes. C'est le principal point de départ de la région pour les traditionnelles promenades en barques plates – localement dénommées « batais » –, avec ou sans batelier-guide, mais on peut également la découvrir en louant des bicyclettes ou en empruntant un petit train.
Le village a fait partie de l'association « Les Plus Beaux Villages de France » jusqu'en janvier 2009. Depuis le 14 octobre 2015, Coulon est devenue une « Petite cité de caractère ».

## Culture locale et patrimoine

### Lieux et monuments

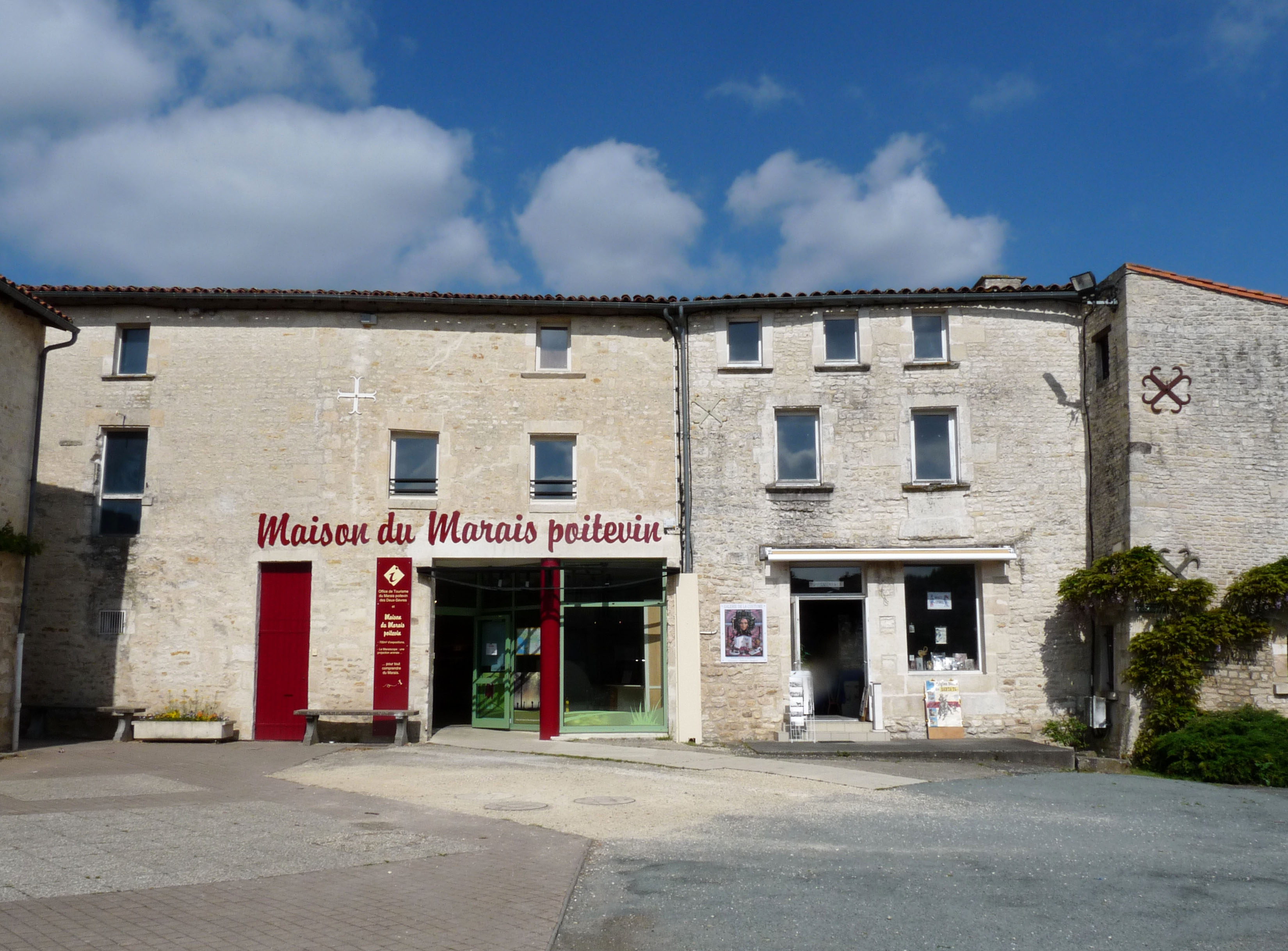
La Maison du Marais poitevin sur la place de la Coutume.

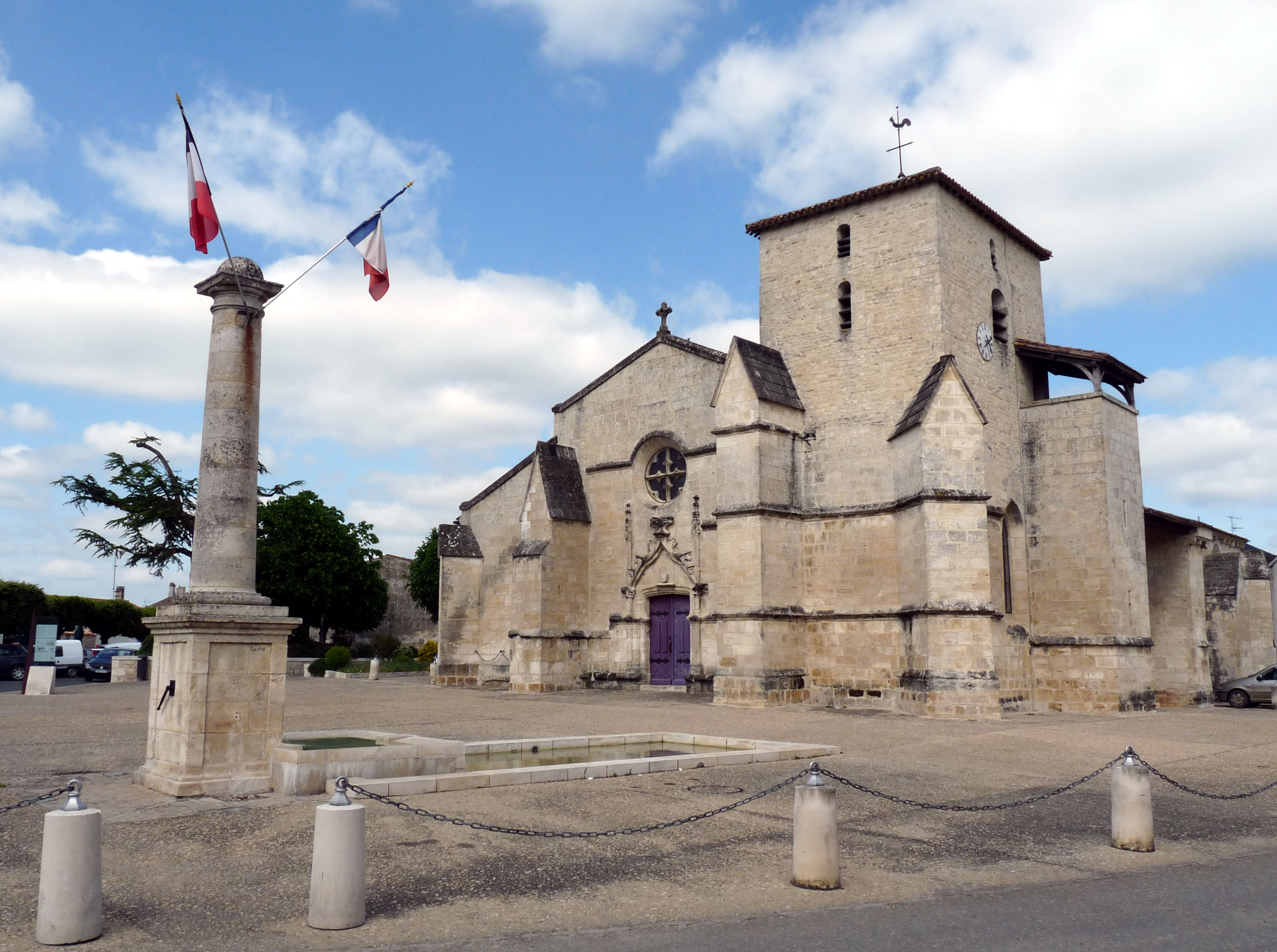
L'église de la Sainte-Trinité.

- Maison du Marais poitevin : ancienne résidence des percepteurs du droit coutumier (d'où son nom précédent de « Maison de la Coutume ») qui prélevaient des taxes sur les marchandises transportées sur la Sèvre niortaise par les bateliers, afin d'entretenir les voies d'eau. Cette maison accueille aujourd'hui un écomusée. Le musée, boutique, et accueil sont gérés par une association, les locaux ont été rachetés par le département en 2020[34]. Sur la façade nord de cette maison, on trouve une fenêtre à meneaux, ainsi qu'un pigeonnier.
- Port et place de la Coutume avec sa libellule (œuvre de Brigitte Belaud). Cette place doit son nom aux droits instaurés dès le XIVe siècle et payés pour toute marchandise passant sur la Sèvre. Les droits de "Grande Coutume" sont perçus pour les marchandises allant en montant et descendant entre Niort et Marans. La "Petite Coutume" (ou droit de quai, « le rivage » levé dans chacun des nombreux petits ports des différents villages maraîchins) pour les transports entre Coulon et La Garette. Les droits de coutume sont supprimés en 1802 et remplacés par les droits de navigation.
- Centre socioculturel du Marais (ancienne maison-auberge sur le port de la Coutume)
- Église de la Sainte-Trinité : fondée en 830 par les moines de Charroux, l'église a été plusieurs fois reconstruite[35], à l'époque carolingienne, puis à l'époque romane. L'édifice a été inscrit au titre des monuments historiques en 1929[36]. Restaurée au XVe siècle après la guerre de Cent Ans, elle a été incendiée en 1569. Au moment de la révocation de l'édit de Nantes, 158 protestants y ont abjuré leur foi. Les autres se sont réfugiés dans le marais ou ont choisi l'émigration. Pendant la Révolution elle a été utilisée comme grange à foin, puis partiellement reconstruite au XIXe siècle. La façade sud de l'église (à droite sur la photo ci-contre) est dotée d'une sorte de "tour de guet" dont l'usage n'est pas connu et non pas d'une chaire extérieure comme décrit trop souvent (l'abbé Loth, qui fut curé de Coulon de 1912 à 1929, dans ses bulletins paroissiaux, comme dans ses autres écrits, qui bien sûr connaissait bien son église et son histoire n'a jamais mentionné l'existence d'un "prêchoir extérieur"[37]) D'autres arguments viennent en contradiction de l'utilisation en tant que prêchoir : au pied de cette tour se trouvait avant, l'ancien cimetière et le jardin de la cure.

Une litre funèbre du  XVIIe siècle est peinte au-dessus de la porte de la façade sud, masquée pendant la révolution, et restaurée en 1990. Cette église fait l’objet d’une inscription au titre des monuments historiques depuis le 11 octobre 1929.
- Quai Louis-Tardy avec les différents embarcadères et leurs barques traditionnelles
- Ruelle du Faisan (faisant partie d'une douzaine de venelles piétonnes, "passage à brouettes" avec puits, pompes à main et passages à travers les maisons)
- Place de la Péchoire, du nom de la "pescherie" qui dépendait du moulin de Payré situé sur la Sèvre au sud de la Place. L'ancien cours de la Sèvre passait par cette place avant le comblement et le redressement de la Sèvre pour le lit actuel en 1808
- Logis de Glandes (des écrits du XVIIIe siècle parlent d'une seigneurie de Glandes). Actuellement on y retrouve plusieurs bâtiments dont un pigeonnier. Certaines pièces architecturales "anciennes" peuvent être observés (meurtrière, linteau sculpté...)
- Château de la Perrine
- Logis de Maurepas (avec un pigeonnier visible depuis la route ou le chemin de halage)
- La "Maison aux volets bleus": visible depuis la route des bords de la Sèvre Niortaise à Coulon, mais la maison est sur une parcelle de la commune de Sansais.
- Sites mégalithique : deux sites ont été fouillés à Montigné en 1978 et aux Grands Champs en 2011 (sur un troisième site a été retrouvée une roue de char funéraire en bronze au Champ du Maréchal, maintenant exposée dans le musée du Donjon a Niort[39] et sur un quatrième à Thorigné a été retrouvé un crochet à viande)
- Les bords de la Sèvre Niortaise : le chemin de halage rive droite a été réhabilité pour la pratique du vélo entre Coulon, Magné et le centre-ville de Niort.
- École Publique de Coulon (construite en 1934[40])
- La Sotterie, avec une écluse, différents barrages (point de rencontre de plusieurs canaux). Mais aussi on y trouve une auberge et de multiples maisonnettes servant de résidences secondaires avec un accès à une conche depuis le jardin.
- Le pont d'Irleau (pont des révérences) avant la construction de ce pont en 1929, il avait été construit une passerelle métallique en 1888. Cette ancienne passerelle métallique a été démontée pour être reconstruite quelques centaines de mètres plus en aval, entre la commune du Mazeau et Irleau.
- Ancienne laiterie (rénovée par le parc du Marais Poitevin) qui est maintenant occupée par une conserverie et une brasserie. Durant l'été s'y déroulent diverses animations.

### Personnalités liées à la commune
- Louis Tardy (1875-1961), fils d'un agriculteur de Coulon, ingénieur agronome, il est l'un des fondateurs des instances nationales du Crédit agricole.
- Louis Perceau (1883-1942) bibliographe de littérature érotique, amateur (et théoricien) de contrepèteries, auteur des Contes de la Pigouille, mort à Paris en 1942, peu de temps après son entrée en résistance.
- Fred Gouin (1889-1959), chanteur célèbre en particulier pour la reprise de Le Temps des cerises, ami de Berthe Sylva, fut vendeur de frites à Coulon à la fin de sa vie, est inhumé dans la fosse commune depuis le 18 février 1959.

## Sports

### Marathon
Coulon est le lieu de départ et d'arrivée du « Maraisthon », événement sportif annuel au mois de juin, qui comporte plusieurs courses pédestres, dont un marathon dans le Marais poitevin.

### Rallye du Marais
Tous les derniers week-end de juin, se déroule en fin de soirée un défilé déguisé d'équipages en canoë sur la Sèvre Niortaise. Ses équipes vont ensuite parcourir toute la nuit les conches du marais entre Coulon, Sansais et Magné à la recherche d'indices tout en résolvant des énigmes. Cette épreuve est unique en France ; organisée par le club du Canoë-Kayak Niortais, cette manifestation existe depuis 1973.